# Distretto di Marávia
Il distretto di Marávia è un distretto del Mozambico, facente parte della Provincia di Tete.

## Suddivisioni amministrative
Il distretto è suddiviso in quattro sottodistretti amministrativi (posti amministrativi):
- Chaputo
- Fingoé
- Molowera
- Chipera